# Janusz Byliński (dyplomata)
Janusz Byliński (ur. 1949) – polski arabista i dyplomata; konsul generalny RP w Karaczi (2000–2004) oraz Mumbaju (2006–2010).

## Życiorys
Janusz Byliński ukończył studia arabistyczne na Uniwersytecie Jagiellońskim. Przebywał an stypendium językowym w Damaszku. W 1977 uzyskał uprawnienia tłumacza przysięgłego języka arabskiego. Zajmował się przekładami literackimi oraz użytkowymi.
W połowie lat 90. pracował naukowo w Centrum Archeologii Śródziemnomorskiej Uniwersytetu Warszawskiego. W latach 2000–2004 piastował funkcję Konsula Generalnego w Karaczi w Pakistanie, zaś w latach 2006–2010 funkcję Konsula Generalnego w Mumbaju w Indiach. Następnie kierownik sekcji ekonomicznej Ambasady w Abu Zabi.